# Habrough
Habrough è un villaggio e parrocchia civile dell'Inghilterra, appartenente alla contea del Lincolnshire.